# 마에하촌
마에하촌(일본어: 前羽村)은 일본 가나가와현 아시가라시모군에 존재했던 촌이다. 현재의 오다와라시의 동부, 도카이도 본선, 국도 제1호선의 연선에 해당한다.

## 역사
- 1889년 4월 1일 - 정촌제 시행에 의해 아시가라시모군 마에하촌이 성립하였다.
- 1955년 4월 1일 - 시모나카촌과 합병해 다치바나정이 성립하여, 동일 시모나카촌은 폐지되었다.

## 교통

### 철도
일본국유철도 (현 동일본 여객철도) 도카이도 본선이 지나가고 있었지만 역은 존재하지 않았다. 고즈역이 가까운 곳에 위치한다.

### 도로
- 국도 제1호선

## 참고 문헌
- 角川日本地名大辞典編纂委員会,『角川日本地名大辞典 神奈川県』1984, 角川書店* 小幡宗海編『神奈川文庫 第五集 百家明鑑』神奈川文庫事務所、1900年。